# 琴塚站
琴塚站（日语：／ Kotozuka eki */?）是位於岐阜縣岐阜市琴塚1丁目，名古屋鐵道美濃町線的車站（廢站）。

## 歷史
此站在1911年，美濃電氣軌道路線開通時同時啟用。並於2005年4月1日，美濃町線全線廢除時，此站也被廢除。
- 1911年（明治44年）2月11日 - 美濃電氣軌道神田町站（後來名為岐阜柳瀨站）至上有知站（後來名為美濃站）之間開通，此站啟用[1][2]。
- 1930年（昭和5年）8月20日 - 美濃電氣軌道與名古屋鐵道（第一代。同年中改名為名岐鐵道，在1935年起再改名為名古屋鐵道）合併。成為名古屋鐵道的美濃町線車站[1]。
- 2005年（平成17年）4月1日 - 美濃町線全線廢除，此站也同時廢除[2]。

## 車站構造
截至車站廢除前，此站是地面車站，設有1面1線的單式月台。此站是無人車站。此站原本位於處村落之中。後來由於南邊與美濃野線並行的國道156號進行擴寬工程，不再位於村落之中。車站建設彎位中。
根據下圖近照，截至2017年4月，周邊道路沒有進行工程改動，月台還存在。

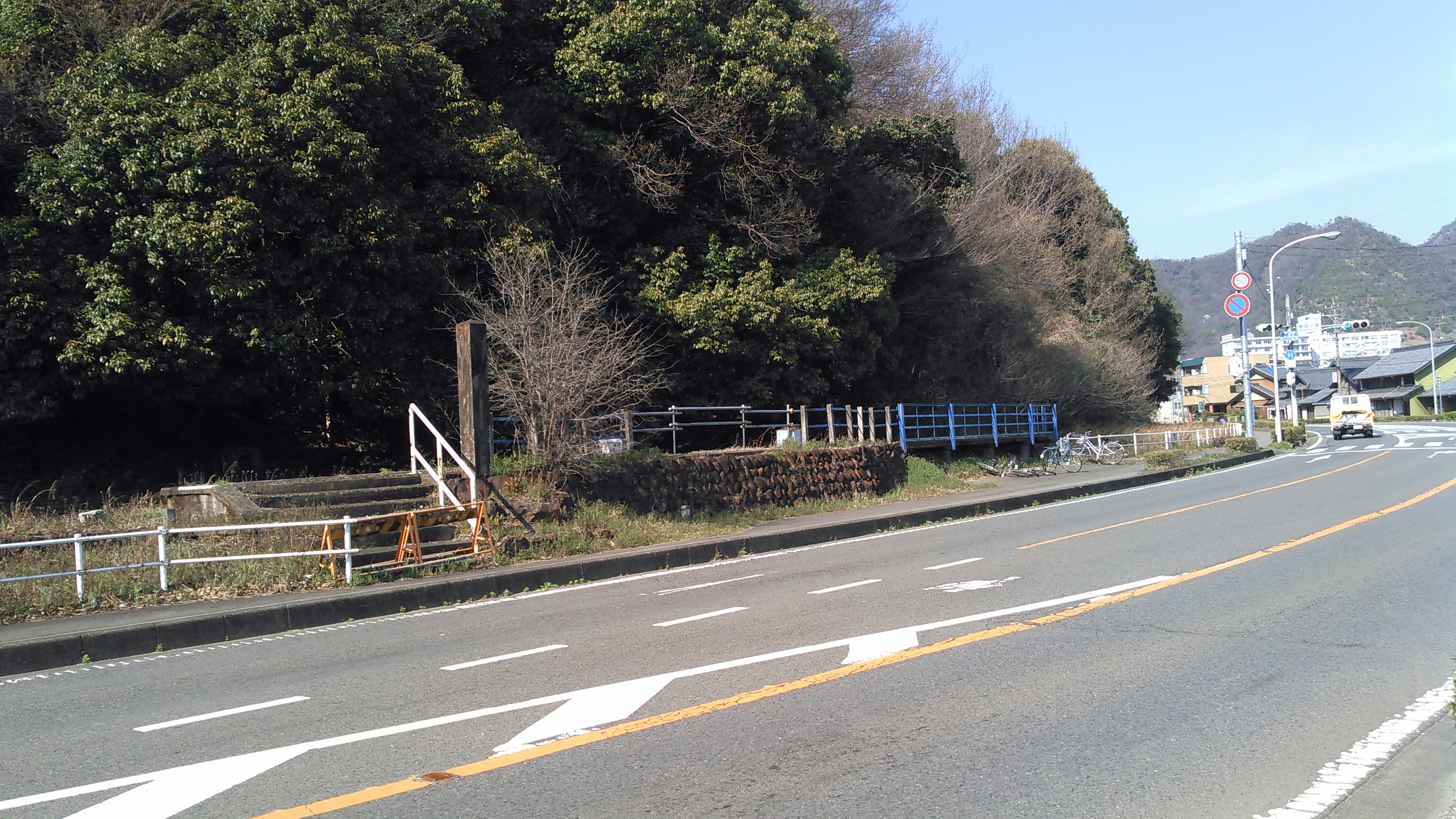
月台遺跡（2017年4月）

### 配線圖
| ← 徹明町方向    | 琴塚站 站內配線略圖 | → 新關方向 |
| 图例 参考文献： |                     |            |

## 車站周邊
- 琴塚古墳（日语：琴塚古墳）
- 國道156號
- 岐阜巴士（日语：岐阜乗合自動車）琴塚巴士站

## 相鄰車站
名古屋鐵道
■美濃町線
野一色－琴塚－日野橋

## 注腳
1. 1 2  . 鄉土出版社. 1997: 219–230. ISBN 4-87670-097-4 （日语）.
2. 1 2  今尾惠介（監修）.  7 東海. 新潮社. 2008: 51–52. ISBN 978-4-10-790025-8 （日语）.
3. ↑  川島令三. . 名古屋北部・岐阜篇 1. 草思社. 1997: 181. ISBN 4-7942-0796-4 （日语）.
4. ↑  電氣車研究會，《鐵道畫刊》通卷第473號 1986年12月 臨時增刊号 「特集 - 名古屋鐵道」，附圖「名古屋鐵道路線略圖」